# Eremophila accrescens
Eremophila accrescens är en flenörtsväxtart som beskrevs av Chinnock. Eremophila accrescens ingår i släktet Eremophila och familjen flenörtsväxter. Inga underarter finns listade i Catalogue of Life.